# Перелом бедренной кости
Переломы бедренной кости — патологические состояния, возникающее в ходе нарушения анатомической целостности бедренной кости. Все переломы бедренной кости можно разделить на ряд групп:
- Переломы верхнего конца бедра
  - медиальные переломы шейки бедра (внутрисуставные)
    - абдукционные (вколоченные)
    - аддукционные (не вколоченные)
    - вертельные переломы
      - межвертельные
      - чрезвертельные
- Изолированные переломы вертелов
  - переломы большого вертела
  - переломы малого вертела
- Переломы диафиза бедра
- Переломы мыщелков бедра (внутрисуставные)